# Blaustrumpf

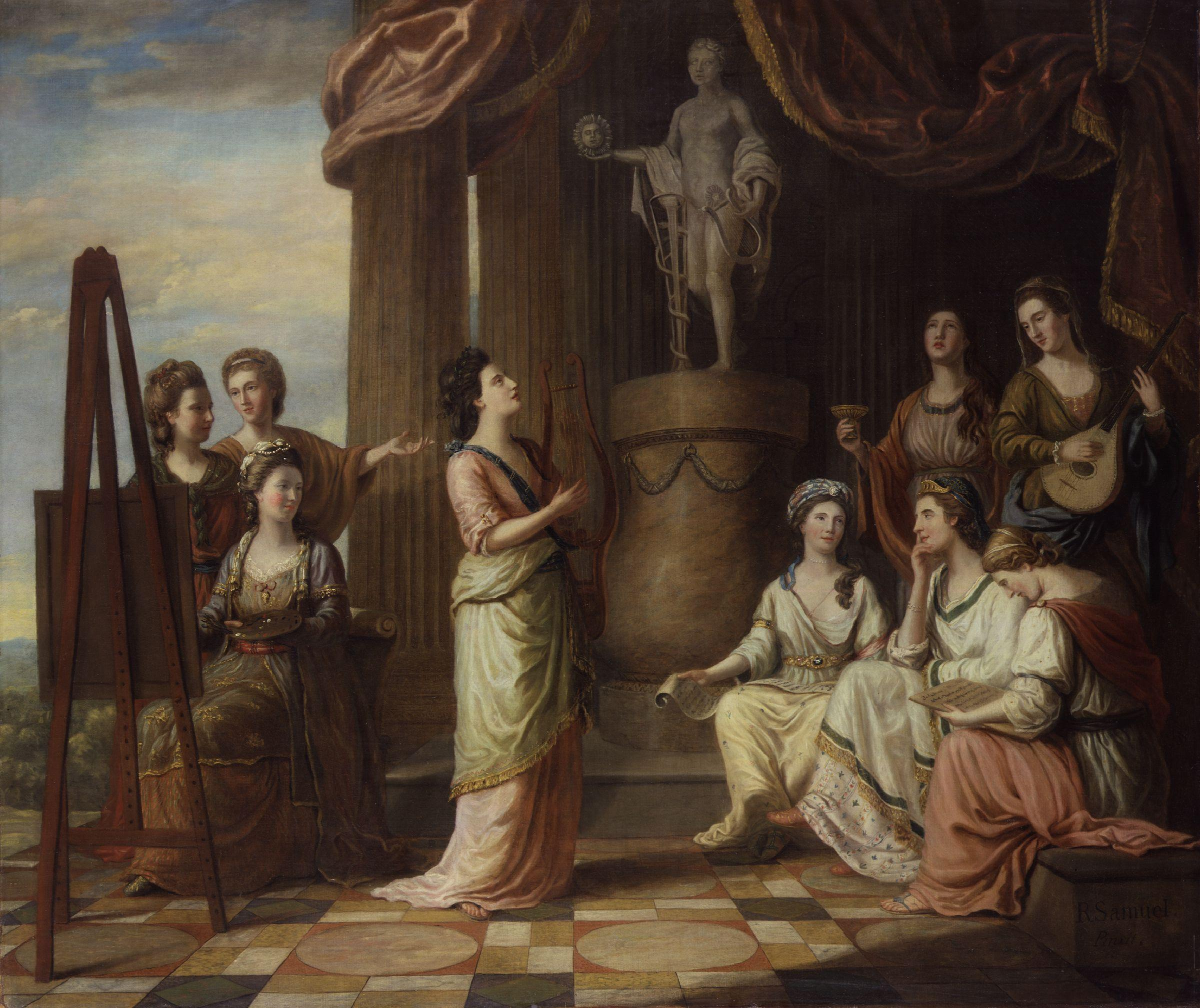
Porträts im Charakter der Musen im Apollotempel, 1778 gemalt von Richard Samuel. Model standen die Blaustrümpfe Anna Letitia Barbauld, Elizabeth Carter, Elizabeth Griffith, Angelika Kauffmann, Charlotte Lennox, Catharine Macaulay, Elizabeth Montagu, Hannah More und Elizabeth Ann Sheridan.

Blaustrumpf (von englisch bluestocking) bezeichnete im 18. und 19. Jahrhundert eine gebildete, intellektuelle Frau, die zugunsten der geistigen Betätigung die vermeintlich typisch weiblichen Eigenschaften vernachlässigte. Die pejorative, spöttische Bedeutung für Frauen, die nach Emanzipation strebten, kam erst im späten 19. Jahrhundert auf. Der Begriff geht auf die britische Blaustrumpfgesellschaft zurück, galt zunächst für beide Geschlechter und hatte keine abwertende Bedeutung.

## Bedeutungswandel des Begriffs

### Ursprung
Der Begriff Blaustrumpf war ursprünglich in Deutschland ein Spottname für Spione, Angeber und Verräter. Er soll darauf zurückgehen, dass „in einigen Städten die mit der geheimen Polizei Beauftragten blaue Strümpfe getragen hätten“. Daher findet sich auch in Friedrich Schillers Drama Die Räuber im zweiten Akt, dritte Szene die Formulierung „der höllische Blaustrumpf muß ihnen verträtscht haben“.

### Bluestocking Society ab Mitte des 18. Jahrhunderts

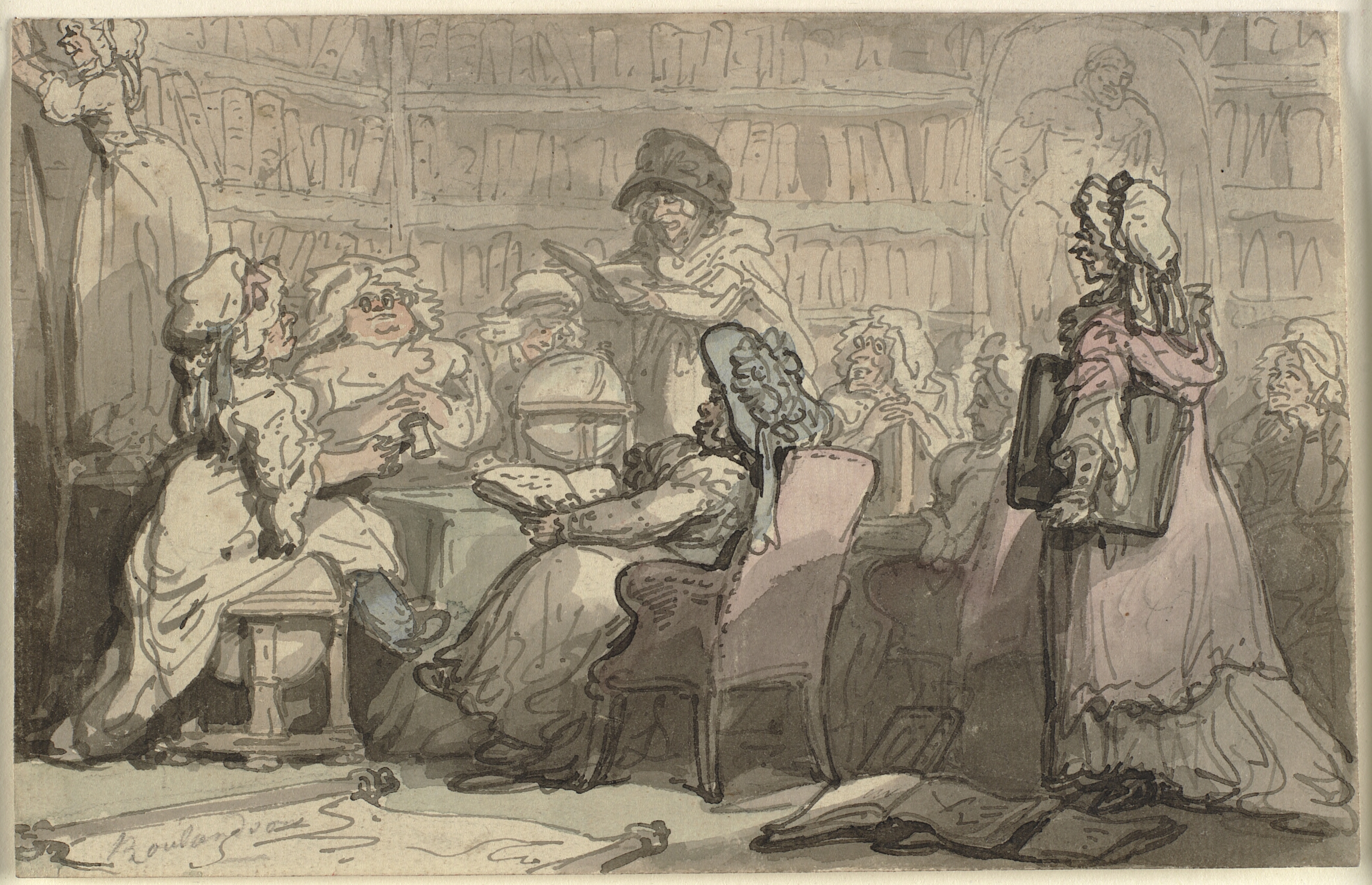
Eine gelehrte Akademie der Blaustrümpfe, versammelt um einen Tisch in einer Bibliothek, Karikatur von Thomas Rowlandson, Statens Museum for Kunst

Die Bluestocking Society (englisch für „Blaustrumpfgesellschaft“) war eine Gruppe gelehrter Frauen, die sich zu literarischen und politischen Diskussionen im Salon von Elizabeth Montagu und ihrer Freundin Elizabeth Vesey trafen, den sie Mitte des 18. Jahrhunderts in London eröffnet hatten und zu dem auch Männer, Intellektuelle und Aristokraten, eingeladen waren. Der Begriff Bluestocking soll auf folgenden Vorfall zurückgehen: Einer der dort verkehrenden Herren war der Botaniker Benjamin Stillingfleet, der statt der zur feinen Herren-Abendgarderobe gehörenden schwarzen Seidenstrümpfe mangels entsprechender Mittel billige blaue Garnstrümpfe trug. Dieses skandalöse modische Vergehen sprach sich herum, und die Teilnehmer der „intellektuellen Feste“, Männer wie Frauen, wurden als „bluestockings“ bekannt. Die Gruppe war jedoch niemals eine „society“, also eine Gesellschaft im formalen Sinne. Schriften von Mitgliedern des Bluestocking-Zirkels zwischen 1738 und 1785, v. a. von Elizabeth Montagu, Catherine Talbot, Hester Chapone, werden auch als Bluestocking Feminism („Blaustrumpf-Feminismus“) bezeichnet.
Bedeutende Mitglieder waren unter anderem:
- Anna Laetitia Barbauld
- James Beattie
- Frances Boscawen[9]
- Mary Boyle, Countess of Cork and Orrery
- Edmund Burke
- Frances Burney
- Elizabeth Carter
- Margaret Cavendish-Harley
- Marguerite Hessein de La Sablière
- Hester Chapone
- Mary Delany
- Sarah Fielding
- David Garrick
- Samuel Johnson[10]
- Hester Lynch Thrale, verheiratete Piozzi[11]
- Charlotte Lennox
- Ada Lovelace
- Catharine Macaulay[12]
- Elizabeth Montagu
- Hannah More
- William Pulteney, 1. Earl of Bath
- Clara Reeve[12]
- Sir Joshua Reynolds
- Sarah Scott[12]
- Anna Seward
- Catherine Talbot[13]
- Elizabeth Vesey
- Horace Walpole
- Anna Williams
- Lady Mary Wortley Montagu[14]

### Ende des 18. bis Ende des 19. Jahrhunderts

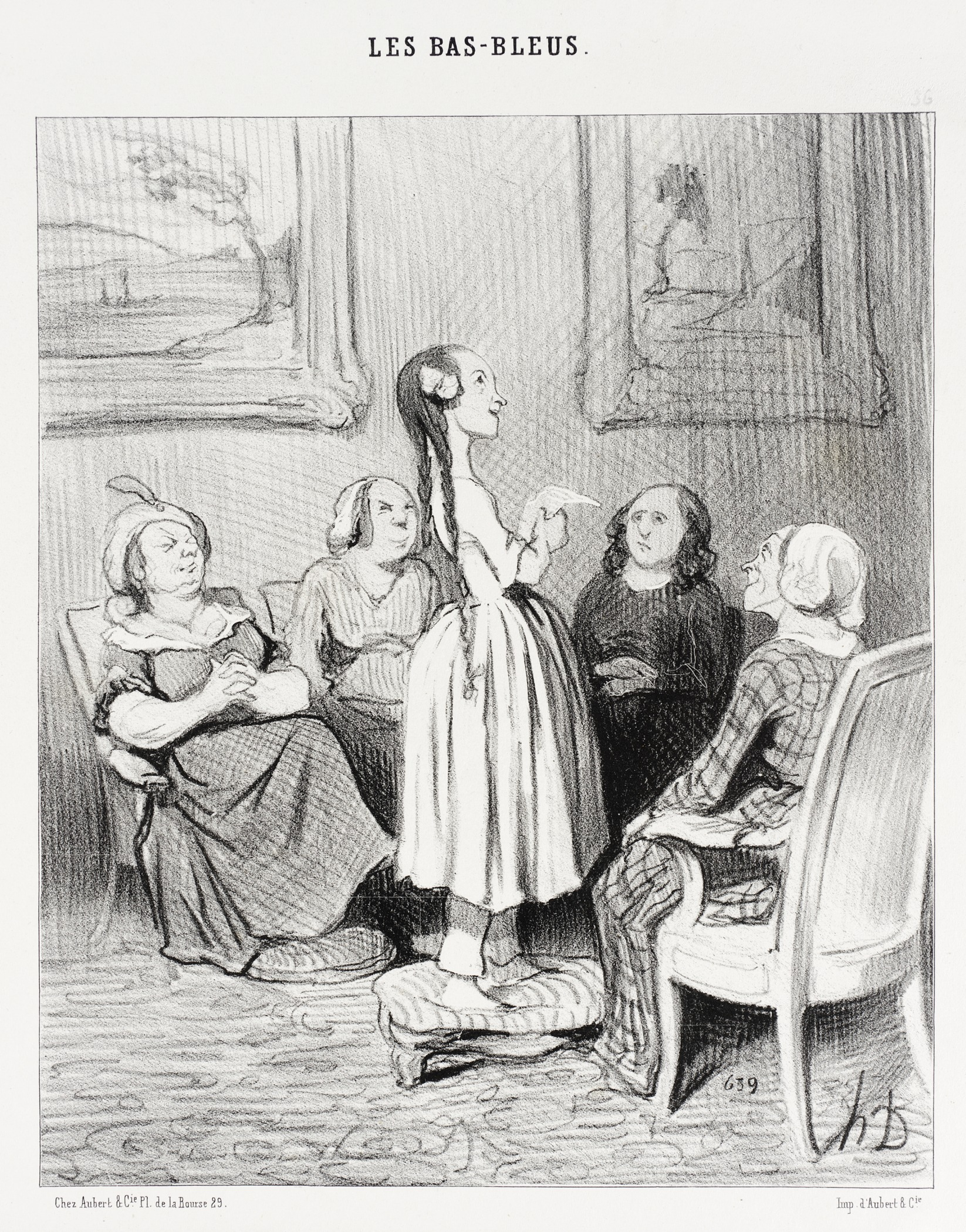
Honoré Daumier: Karikatur der Serie Les Bas-Bleus, in der satirischen Zeitschrift Le Charivari, 1844

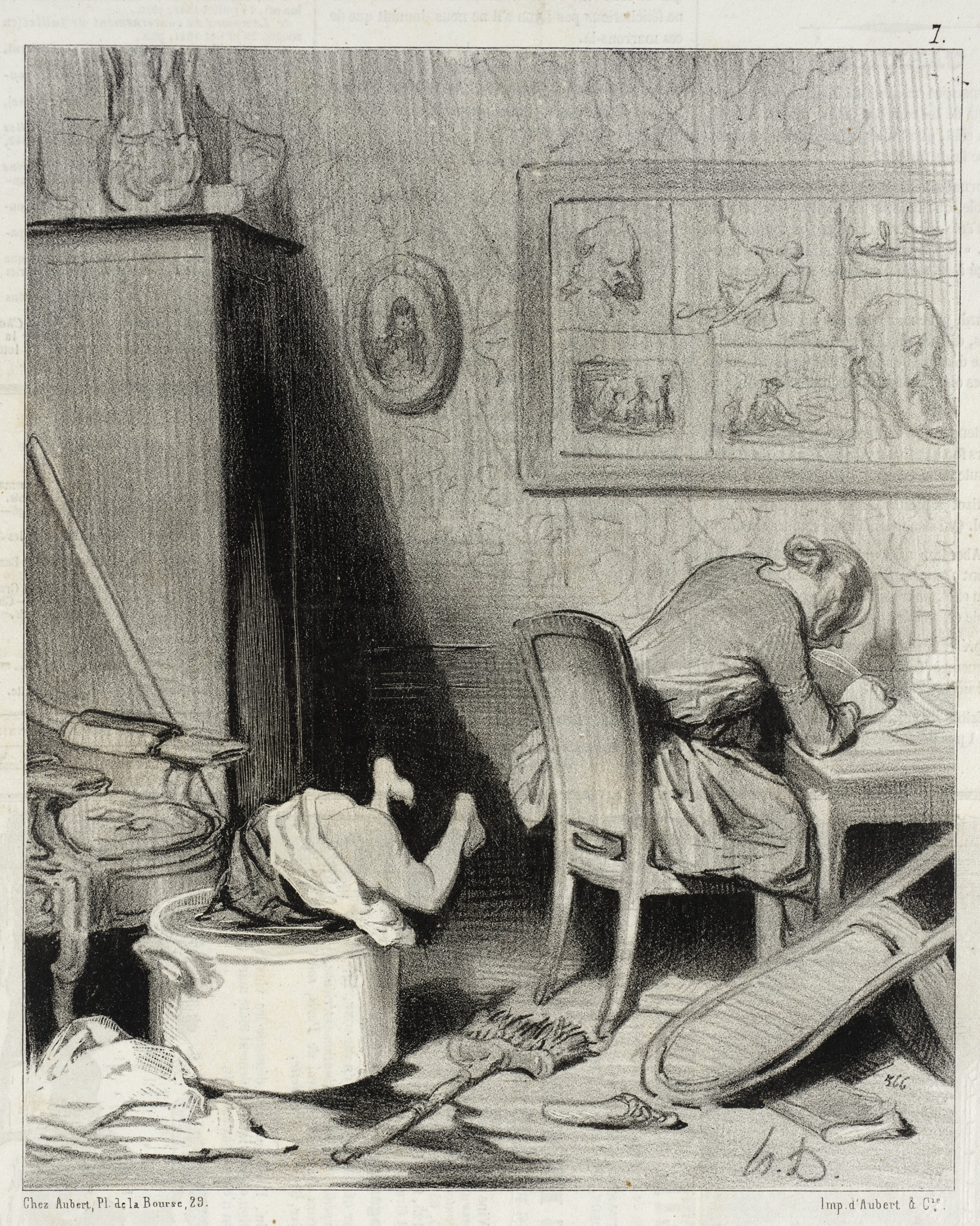
Honoré Daumier: Karikatur der Serie Les Bas-Bleus, in der satirischen Zeitschrift Le Charivari, 1844

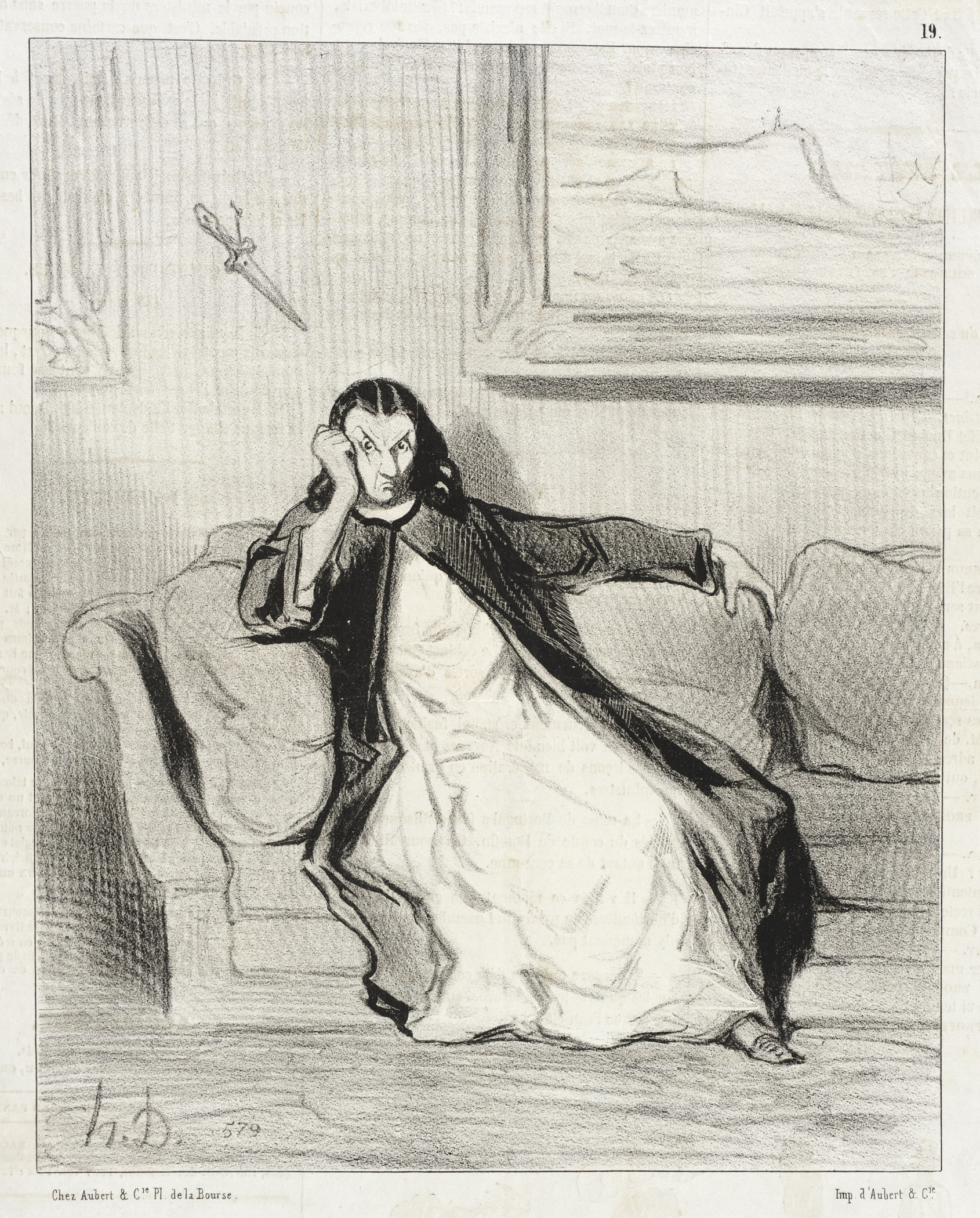
Honoré Daumier: Karikatur der Serie Les Bas-Bleus, in der satirischen Zeitschrift Le Charivari, 1844

Seit Mitte des 18. Jahrhunderts hatte sich eine „polarisierte Geschlechterphilosophie“ herausgebildet, die die Trennung von männlicher und weiblicher bürgerlicher Sphäre begründete und der Frau die Selbstbestimmung absprach. In seiner Abhandlung über die Erziehung Émile (1762) hatte Rousseau formuliert: „Die Erziehung der Frau sollte sich immer auf den Mann beziehen. Uns zu gefallen, für uns nützlich zu sein, unser Leben leicht und angenehm zu machen: das sind die Pflichten der Frau zu allen Zeiten“. Das gelehrte Frauenzimmer war verpönt wie später der Blaustrumpf. Frauen sollten nicht gelehrt, sondern in weiblichen Tugenden und Pflichten gebildet sein. Dem sollte auch das Lesen „guter Bücher“ dienen, die „den Verstand aufheitern und das Herz edler bilden“.
Als Mary Wollstonecraft 1792 mit ihrer Schrift A vindication of the rights of woman den britischen Blaustrumpf-Zirkel und deren Forderung nach höherer Bildung und Studium für das weibliche Geschlecht bekannt machte, wurde der Spitzname Blaustrumpf zunächst in Großbritannien, dann in Deutschland und Frankreich aufgegriffen und zu einem Schimpf- und Spottnamen für Frauen, die sich mit den ihnen zugedachten weiblichen Aufgaben nicht zufriedengaben und ihre angeblich geistige Unterlegenheit gegenüber dem Mann in Frage stellten.
Die selbstbewusste Frau, die sich intellektuell bilden oder schriftstellerisch tätig sein wollte, war Mitte des 19. Jahrhunderts Zielscheibe männlicher Aversionen und Ängste, die in den damals in Frankreich populären Karikaturen von Honoré Daumier zum Ausdruck kamen. 1844 veröffentlichte die satirische Zeitschrift Le Charivari 40 Karikaturen von Daumier mit dem Titel Les bas-bleus (franz. für Blaustrümpfe). Die schreibende, lesende oder nachdenkende Frau, die ihre mütterlichen und hausfraulichen Pflichten vernachlässigte, wird darin zu einem abschreckenden Beispiel stilisiert, indem er sie geschlechtslos und körperlich abstoßend zeichnete. Der Anspruch von Frauen 'männliches' Talent zu besitzen wurde damit „als lächerlicher Selbstbetrug“ dargestellt.
Ebenso sprach Barbey d’Aurevilly in seinem Werk Les Œuvre et les Hommes (Band V, 1878) den Frauen wahres kreatives Talent ab. Wenn sie sich dieses anmaßten, verlören sie ihre Weiblichkeit.

„[…] les femmes qui écrivent ne sont plus des femmes.[…] Ce sont des Bas-bleus. Bas-bleu est masculin.“

„Die Frauen, die schreiben, sind keine Frauen mehr. Das sind Blaustrümpfe. Blaustrumpf ist männlich.“

Der Inbegriff eines Blaustrumpfs war für d’Aurevilly George Sand, die sich „Virilität und Genialität“ anmaßte, während Madame de Staël sich mit einem „weiblichen Talent“ begnügt habe, was sich an ihren weiblichen Rundungen zeige. In seiner sarkastischen Polemik, mit der er das Aufkommen der ersten Frauenwahlrechtsbewegung kommentierte, behauptet er, Frankreich habe mit dem bas-bleuisme den Tiefpunkt seiner Geschichte erreicht, und die Franzosen würden eines grotesken Todes sterben.
In diesem Zeitgeist reimte auch Oscar Blumenthal 1887 satirisch:
Blaustrümpfe

Alle Eure poet’schen Siebensachen –

Ich schätze sie nicht ein Pfifferlein.

Nicht sollen Frauen Gedichte machen:

Sie sollen versuchen, Gedichte zu sein.
Marie von Ebner-Eschenbach hingegen spottete in ihrem Gedicht Sankt Peter und der Blaustrumpf (1893) über die Dämonisierung von Frauen, die für die Emanzipation kämpften.
Ein Weiblein klopft an’s Himmelsthor,

Sankt Peter öffnet, guckt hervor:

– »Wer bist denn du?« – »Ein Strumpf, o Herr …«

Sie stockt, und milde mahnet er:

»Mein Kind, erkläre dich genauer,

Was für ein Strumpf?« »Vergib – ein blauer.«

Er aber grollt: »Man trifft die Sorte

Nicht häufig hier an unsrer Pforte.

Seid samt und sonders freie Geister,

Der Teufel ist gar oft nicht dreister,

Geh hin! er dürfte von dir wissen,

Der liebe Herrgott kann dich missen.«

[…]
Annette von Droste-Hülshoff ließ in Perdu! oder Dichter, Verleger und Blaustrümpfe. Lustspiel in einem Akte, einer 1840 verfassten, zu Lebzeiten jedoch nicht veröffentlichten Satire, in der sie sich selbst und den Literaturbetrieb ihrer Zeit karikierte, gleich drei Verkörperungen des Blaustrumpfs auftreten: Frau von Thielen („Blaustrumpf von Stande“), Claudine Briesen („naiv-gefühlvoller Blaustrumpf“) und Johanna von Austen („Blaustrumpf du bon vieux temps“).

### 20. Jahrhundert
Mit Erstarken der Bewegungen für das Frauenwahlrecht ging die Blaustrumpf-Karikatur auf die sowohl als lächerlich als auch gefährlich dargestellte Suffragette in groben blauen Wollstrümpfen über. Noch in den 1950er und 1960er Jahren gehörte das Wort Blaustrumpf „zum Standardvokabular von Frauenfeinden aller Art“. Intellektuelle Frauen wiesen diese Bezeichnung zumeist weit von sich und zeigten sich charmant, was Gerd Rinck – selbst Juraprofessor – 1965 in einem Zeit-Artikel über die „unsympathischen Intellektuellen“ lobend zu erwähnen wusste: „Unsere Väter hatten einen Abscheu vor der intellektuellen Frau. Sie war der Blaustrumpf: unelegant, muffig, ohne Charme, nur fachlich ansprechbar. Glücklicherweise ist diese Figur fast verschwunden. Die berufstätigen Frauen haben vorzüglich gelernt, attraktiv und charmant zu sein.“ Die geringe Zahl intellektueller Frauen führte er darauf zurück, dass „viele Frauen, auch sehr intelligente Frauen, ihr Leben mit Haus und Kindern, vielleicht sogar mit ihrem Mann ausfüllen können und dabei glücklich sind. Gott sei Dank. Sie haben die Intelligenz, machen aber wenig Gebrauch davon. Sie sind vielleicht zu bescheiden.“
Ohne bescheidene Zurückhaltung nutzte hingegen Helke Sander vom Aktionsrat zur Befreiung der Frauen das Blaustrumpf-Klischee in ihrer Rede vor dem Sozialistischen Deutschen Studentenbund 1968, um den ins Private verlagerten Konflikt zwischen traditioneller Rollenerwartung und angepasster „Scheinemanzipation“ studierter Frauen zu kennzeichnen:

„Wenn Frauen heute studieren können, haben sie das nicht so sehr der bürgerlichen Emanzipationsbewegung zu verdanken, sondern vielmehr ökonomischen Notwendigkeiten. Wenn diese Privilegierten unter den Frauen nun Kinder bekommen, werden sie auf Verhaltensmuster zurückgeworfen, die sie meinten, dank ihrer Emanzipation schon überwunden zu haben. […] Dazu kommt die Unsicherheit, dass man es nicht fertig gebracht hat, zwischen Blaustrumpf und Frau fürs Haus zu wählen, entweder eine Karriere aufzubauen, die mit einem weitgehenden Verzicht auf Glücksanspruch erkauft werden muss oder eine Frau für den Konsum zu sein.“

So wurde der Blaustrumpf als Symbol für eine bürgerlich-angepasste Emanzipation zum Abgrenzungsbegriff für das kämpferische Selbstverständnis der feministischen Strömungen dieser Zeit. Mit der zweiten Welle der Frauenbewegung wich der Spottname dann auch der Bezeichnung Emanze, die bis heute mit pejorativer Bedeutung für als unweiblich geltende Feministinnen verwandt wird.

## Seitōsha: feministische Blaustrumpfgesellschaft in Japan
In Japan wurde Anfang des 20. Jahrhunderts mit der Gründung der Seitōsha (japanisch für „Blaustrumpfgesellschaft“) die Idee des literarischen Salons der britischen Bluestocking Society aufgenommen. Es war eine Bewegung von Frauen des Mittelstands, die als Beginn des Feminismus in Japan gilt. Die Idee eines Magazins, nur von und nur für Frauen, und auch ihr Name Seitō (japanisch für Blaustrumpf: 青鞜) geht auf den Literaturkritiker Ikuta Chōkō (1882–1936) zurück, der seine Schülerin Hiratsuka Raichō (1886–1971) mit der Realisierung beauftragte. Hiratsuka, zusammen mit Yasumochi Yoshiko (保持 研子), Mozume Kazuko (物集 和子), Kiuchi Teiko (木内 錠子) und Nakano Hatsuko (中野 初子), realisierte das Magazin. Einige hundert Frauen schlossen sich dem Magazin an und brachten so eine neue Bewegung in Gang.
Im November 1914 geriet Raichō in häusliche und finanzielle Schwierigkeiten und dachte daran, die Seitōsha aufzugeben. Aber dann bot sich Itō Noe (1895–1923), das Magazin weiter betreiben. Sie übernahm das Magazin im Januar 1915 und befasste sich mit Themen wie Prostitution, Abtreibung und Jungfräulichkeit. Im Februar 1916 musste sie aber aufgeben, die Erscheinung wurde eingestellt.

## Abweichende Bedeutung
Im 17. und 18. Jahrhundert war „Blaustrumpf“ ein Spottname für die Gerichtsdiener, die oft blaue Strümpfe trugen. Nach dem Deutschen Wörterbuch von Jacob Grimm und Wilhelm Grimm hatte die Bezeichnung „Blaustrumpf“ die Bedeutung „Angeber“ oder „Verleumder“. In diesem Sinne wird es in Johann Sebastian Bachs Quodlibet von 1707 (BWV 524) verwendet, in dem es heißt: „…und mancher Hofbediente trägt blaue Strümpfe an.“
Die Bewohner des Stuttgarter Stadtteils Heslach werden aufgrund einer Sage als Blaustrümpfler bezeichnet.

## Belege
1. ↑  Blaustrumpf. In: duden.de. Abgerufen am 11. Februar 2021.
2. 1 2  Blaustrumpf, m. In: Jacob Grimm, Wilhelm Grimm (Hrsg.): Deutsches Wörterbuch. Band 2: Biermörder–D – (II). S. Hirzel, Leipzig 1860, Sp. 85 (woerterbuchnetz.de).
3. ↑  Blaustrumpf. In: Heinrich August Pierer, Julius Löbe (Hrsg.): Universal-Lexikon der Gegenwart und Vergangenheit. 4. Auflage. Band 2: Aug …–Bodmer. Altenburg 1857, S. 868–869 (Digitalisat. zeno.org).
4. ↑  Blaustrumpf. In: Meyers Großes Konversations-Lexikon. 6. Auflage. Band 3: Bismarck-Archipel–Chemnitz. Bibliographisches Institut, Leipzig / Wien 1905, S. 38–39 (Digitalisat. zeno.org).
5. ↑  Friedrich Schiller: Die Räuber – Text: 2. Akt, 3. Szene. In: friedrich-schiller-archiv.de. Abgerufen am 14. Mai 2025.
6. ↑  Bluestocking. In: Encyclopædia Britannica. Abgerufen am 22. Juni 2025 (englisch).
7. ↑  Historical Dictionary of Feminism. 2. Auflage. Scarecrow Press, 2004, ISBN 0-8108-4946-1, S. 59.
8. ↑  Gary Kelly u. a. (Hrsg.): Bluestocking Feminism: Writings of the Bluestocking Circle 1738–1785. Pickering & Chatto, London 1999, ISBN 1-85196-514-9.
9. ↑  Elizabeth Eger: Boscawen, Frances Evelyn (1719–1805). In: Henry Colin Gray Matthew, Brian Harrison (Hrsg.): Oxford Dictionary of National Biography, from the earliest times to the year 2000 (ODNB).  Oxford University Press, Oxford 2004, ISBN 0-19-861411-X; doi:10.1093/ref:odnb/47078 (Lizenz erforderlich), Stand: 2004.
10. ↑  G. B. Hill (Hrsg.): G. B. Boswell’s Life of Johnson. Band IV, 1887, S. 108.
11. ↑  Journal des Luxus und der Moden. Ausgabe August 1795, S. 362
12. 1 2 3  Anna Miegon: Biographical Sketches of Principal Bluestocking Women. In: The Huntington Library Quarterly, 2002, 65.1/2, S. 25–37.
13. ↑  Rhoda Zuk: Talbot, Catherine (1721–1770). In: Henry Colin Gray Matthew, Brian Harrison (Hrsg.): Oxford Dictionary of National Biography, from the earliest times to the year 2000 (ODNB).  Oxford University Press, Oxford 2004, ISBN 0-19-861411-X; doi:10.1093/ref:odnb/26921 (Lizenz erforderlich), Stand: 2004.
14. ↑  Barbara Brandon Schnorrenberg: Montagu, Elizabeth (1718–1800). In: Henry Colin Gray Matthew, Brian Harrison (Hrsg.): Oxford Dictionary of National Biography, from the earliest times to the year 2000 (ODNB).  Oxford University Press, Oxford 2004, ISBN 0-19-861411-X; doi:10.1093/ref:odnb/19014 (Lizenz erforderlich), Stand: 2004.
15. ↑  Gisela Brinker-Gabler: Einleitung zu: Deutsche Dichterinnen vom 16. Jahrhundert bis zur Gegenwart. Fischer-Taschenbuch-Verlag, Frankfurt am Main 1991, ISBN 3-596-23701-7, S. 48/49.
16. ↑  Rousseau, zitiert von Brinker-Gabler, ebd., S. 49.
17. ↑  Christian Fürchtegott Gellert, zitiert von Brinker-Gabler, ebd., S. 49.
18. 1 2 3  Der Blaustrumpf. In: Susanne Rossbach: Des Dandys Wort als Waffe. de Gruyter, 2015, ISBN 978-3-484-55038-4, S. 151–155.
19. ↑  zitiert von Susanne Rossbach, ebd., S. 155.
20. ↑  Vollständiges Gedicht Sankt Peter und der Blaustrumpf. wortblume.de
21. ↑  Annette von Droste-Hülshoff: Perdu! oder Dichter, Verleger und Blaustrümpfe. Lustspiel in einem Akte. In: Günther Weydt, Winfried Woesler (Hrsg.): Sämtliche Werke in zwei Bänden. Nach dem Text der Originaldrucke und der Handschriften. Band 1-2. München 1973 (byu.edu [abgerufen am 10. September 2019]).
22. ↑  Perdu! oder Dichter, Verleger und Blaustrümpfe. In: Droste-Portal. Landschaftsverband Westfalen-Lippe, abgerufen am 10. September 2019.
23. ↑  Eva Weickart: Der Blaustrumpf – ein fast vergessenes Schimpfwort. In: Vernetzungsstelle für Gleichberechtigung, Frauenbeauftragte und Gleichstellungsbeauftragte. Archiviert vom Original (nicht mehr online verfügbar) am 5. Februar 2017; abgerufen am 9. September 2019.
24. ↑  Gerd Rinc: Die Intellektuellen – unsympathisch. In: Die Zeit, Nr. 45/1965.
25. ↑  Rede von Helke Sander (Aktionsrat zur Befreiung der Frauen) auf der 23. Delegiertenkonferenz des „Sozialistischen Deutschen Studentenbundes“ (SDS) am 13. September 1968 in Frankfurt/Main. In: 100(0) Schlüsseldokumente zur Deutschen Geschichte im 20. Jahrhundert. Bayerische Staatsbibliothek, abgerufen am 9. September 2019.
26. 1 2  S. Noma (Hrsg.): Seitosha. In: Japan. An Illustrated Encyclopedia. Kodansha, 1993. ISBN 4-06-205938-X, S. 1338.
27. ↑  Richmond Bollinger. In: Asiatische Studien – Zeitschrift der Schweizerischen Asiengesellschaft. Band 48/1994; doi:10.5169/seals-147087.
28. ↑  S. L. Sievers: Meiji Japan. 1998, ISBN 0-415-15618-1, Kapitel: The Bluestockings (eingeschränkte Vorschau in der Google-Buchsuche).